# 東斯利德勒
東斯利德勒（挪威語：Øystre Slidre）是挪威的一個市镇，位於内陆郡，行政中心为海格內斯镇。市镇面积为963平方公里，人口数量为3,116人（2004年），人口密度为每平方公里4人。